# 汀漳道

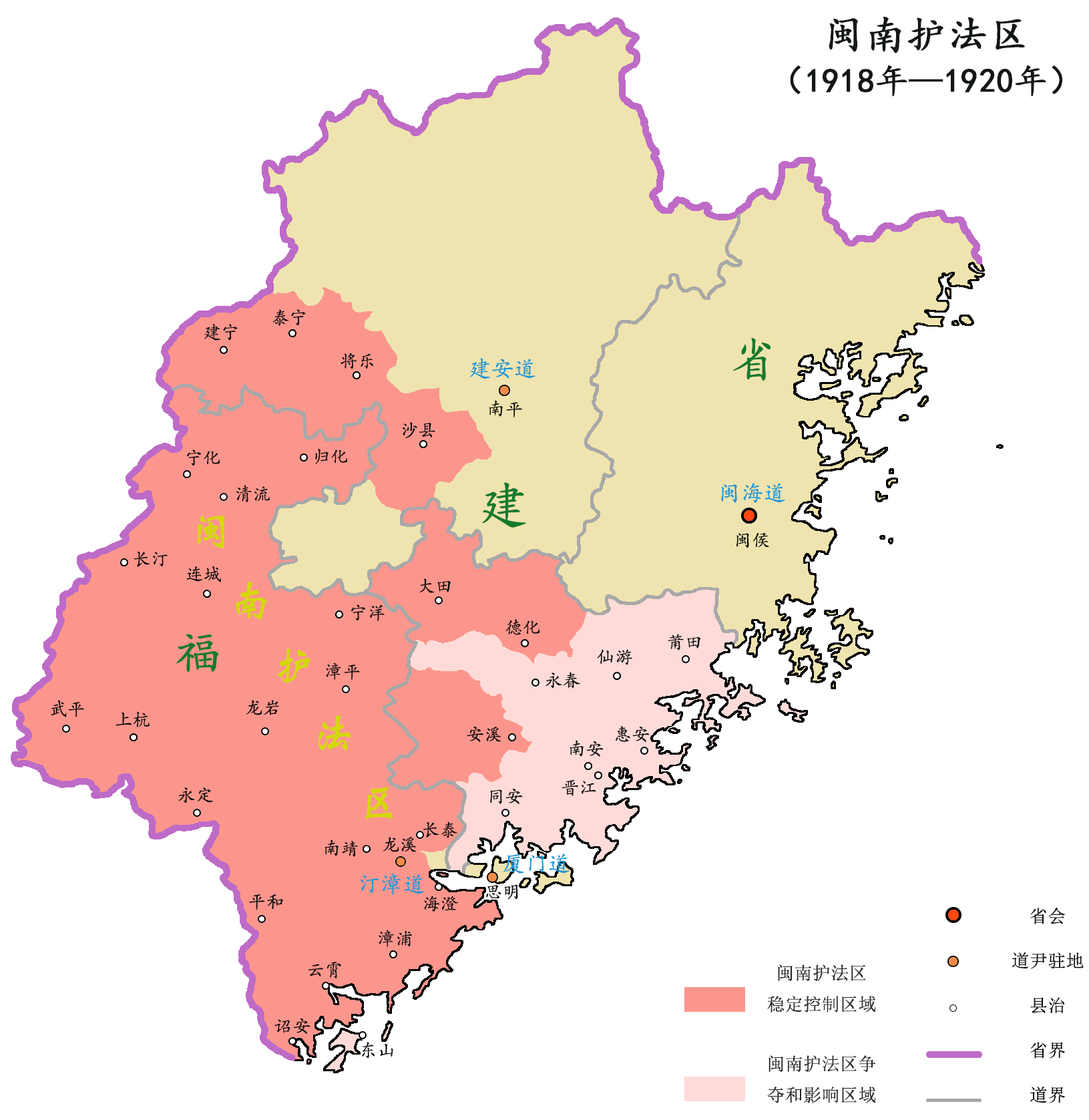
汀漳道

汀漳道，中华民国福建省道，在今福建省南部。

## 历史沿革
海防汀漳道。雍正十三年龍巖分州後，改為廵海汀漳龍道。
民國2年（1913年）2月置西路道，民國3年（1914年）改名。道尹駐龍溪縣（今漳州市），後移駐龍岩縣，為要缺，二等。轄長汀、寧化、上杭、武平、清流、連城、歸化、永定、雲霄、龍溪、漳浦、南靖、長泰、平和、詔安、海澄、龍岩、漳平、寧洋等19縣。民國4年（1915年）9月增領東山縣。民國16年（1927年）廢。